# Tour Manhattan
Tour Manhattan – wieżowiec w Paryżu, we Francji, w dzielnicy La Défense, o wysokości 110 m. Budynek został otwarty w 1975 roku, posiada 26 kondygnacji.